# Ignamba malawiensis
Ignamba malawiensis är en kräftdjursart som beskrevs av Stefano Taiti och Franco Ferrara 1987. Ignamba malawiensis ingår i släktet Ignamba och familjen Eubelidae. Inga underarter finns listade i Catalogue of Life.